# Pierwsza wojna baronów
Pierwsza wojna baronów (1215–1217) – wojna domowa w Królestwie Anglii pomiędzy Janem bez Ziemi a zbuntowanymi baronami, wspieranymi przez armię przyszłego króla Francji Ludwika VIII Lwa i dowodzonymi przez Roberta Fitzwaltera. Była wynikiem odmowy króla wprowadzenia w życie podpisanej wcześniej Wielkiej Karty Swobód (Magna Carta).

## Tło
Trwająca od 1202 roku wojna angielsko-francuska o władzę nad byłymi domenami andegaweńskich Plantagenetów wyczerpała skarbiec państwa, co doprowadziło do uchwalenia dodatkowych podatków. Prócz tego, autokratyczne rządy Jana skłóciły go ze szlachtą, domagającą się odnowienia przywilejów nadanych przez Henryka I oraz rządów za poparciem arystokracji, jak to się działo za czasów królów anglosaskich. Wystosowawszy kartę przywilejów magnaci spotkali się z królem w Londynie w styczniu 1215 roku. Jan zwlekał z odpowiedzią i odwołał się do papieża Innocentego III, który poparł stanowisko króla i nakazał baronom płacenie podatków. W odpowiedzi baronowie rozpoczęli zbieranie wojsk.
17 maja wojska rebeliantów pod wodzą Roberta Fitzwaltera opanowały Londyn. 15 czerwca 1215 roku, pod Runnymede król Jan został zmuszony do przystawienia Wielkiej Pieczęci (Great Seal) do artykułów sformułowanych przez baronów. W zamian, 19 lipca, baronowie odnowili przysięgi wierności. Formalny dokument spisała królewska kancelaria cztery dni wcześniej – była nim pierwotna Magna Carta. Dokument zawierał klauzule teoretycznie osłabiające władzę króla; wśród nich, artykuł 61, który pozwalał komisji 25 baronów znieść króla z tronu w razie nieprzestrzegania przezeń postanowień.
Król ponownie odwołał się do papieża, prosząc o unieważnienie dokumentu, na co ten przystał – pod koniec września 1215 roku opublikowano list papieski odwołujący Kartę Swobód. Wydarzenie to zaogniło sytuację ostatecznie i spowodowało wybuch otwartej wojny.

## Wydarzenia

### Przybycie Ludwika
Choć przyczyną rozpoczęcia wojny były spory związane z Kartą, dość szybko przerodziła się w konflikt dynastyczny. Rebelianccy baronowie, występujący przeciw potężnemu królowi, który szybko zdobył zamek w Rochesterze oraz wiele pomniejszych fortec, zwrócili się do Ludwika, syna i następcy króla Francji Filipa II oraz, ze strony matki, wnuka zmarłego króla Henryka II. Wedle Annałów z Waverley, królewicz Ludwik został poproszony o pomoc wojskową, by „przeciwdziałać złupieniu kraju przez cudzoziemców”.
W listopadzie 1215 roku Ludwik posłał baronom kontyngent rycerzy, by bronili Londynu; jednocześnie przystał także na propozycję inwazji, mimo sprzeciwu ojca oraz papieża Innocentego III. W maju 1216 roku wartownicy na Thanet spostrzegli nadciągające łodzie, które niebawem wyładowały francuskie wojska na wybrzeżu Kentu. Jan zdecydował się zbiec do Winchesteru, dawnej saskiej stolicy, wobec czego Ludwik napotkał na niewielki opór wkraczając do Londynu. Wojska przyjęli baronowie oraz mieszkańcy miasta, zaś królewicz został obwołany (choć nie koronowany) królem w starej katedrze św. Pawła. Wielu arystokratów, w tym król Szkocji Aleksander II, zdecydowało się złożyć mu hołd.
Spodziewając się faktycznych zmian na tronie Anglii, wielu popleczników Jana przeszło na stronę baronów. Gerald z Walii odnotowuje: „Koniec szaleństwa niewoli, nastał czas wolności, angielskie karki wolne są od jarzma.” 14 czerwca Ludwik zdobył Winchester (wcześniej opuszczony przez Jana) i niebawem podbił połowę angielskiego królestwa.

### Pierwsze oblężenie Dover
W międzyczasie Filip II wyśmiał podjęte przez syna starania podbicia Anglii bez zdobywania kluczowego portu – Dover. Królewskie zamki w Canterbury i Rochesterze wraz z przylegającymi miastami zostały szybko opanowane przez wojska najeźdźcy, jednak przygotowany do obrony zamek w Dover wymagał oblężenia. Jego zarządca, Hubert de Burgh, posiadał dobrze wyposażony garnizon.
Pierwsze oblężenie rozpoczęło się 19 lipca 1216 roku, kiedy Ludwik zajął wysoko położone pozycje, na północ od zamku. Jego żołnierze sporządzili podkop pod barbakanem i starali się wyważyć bramę, jednak ludzie de Burgha odparli wycieczkę, blokując dziurę w murze kłodami drewna. W tym czasie siły okupujące Kent były nękane atakami łuczników-partyzantów z Wealdu, dowodzonymi przez Wilhelma z Cassingham.
14 października, po trzech miesiącach oblężenia angażującego sporą część sił, Ludwik zarządził zawieszenie broni i niebawem powrócił do Londynu.

### Oblężenia Windsoru i Rochesteru
Prócz Doveru, jedynym zamkiem, który nadal opierał się siłom Ludwika był Windsor, gdzie 60 rycerzy-lojalistów przetrwało dwa miesiące oblężenia, mimo znacznych zniszczeń dolnego obwarowania, powstałych podczas poprzedniego oblężenia w 1189 roku.
W 1206 roku Jan przeznaczył 115 funtów na naprawy zamku rochesterskiego; na rok przed podpisaniem Karty Swobód król objął budowlę w posiadanie, lecz dokument zmusił go do przekazania zamku w ręce arcybiskupa Canterbury, Stephena Langtona, do czego doszło w maju 1215 roku.
Po rozpoczęciu działań wojennych rebelianci wysłali wojska pod dowództwem Wilhelma d’Aubigny’ego, celem zdobycia zamku; obyło się bez walki – załoga dowodzona przez Reginalda de Cornhilla poddała się. W związku z tym, maszerujące w październiku 1215 roku wojska Jana spotkały się z oporem garnizonu i 11 października rozpoczęły oblężenie.
Rebelianci spodziewali się posiłków z Londynu, jednakże król wysłał brandery, aby spaliły most na rzece Medway, gdzie miała nastąpić przeprawa. Robert Fitzwalter ruszył by powstrzymać Jana, jednak został odparty przy moście i musiał powrócić do zamku. Po drodze złupił katedrę w Rochesterze i zamienił ją na stajnię, by uczynić afront Langtonowi. Kowale z Canterbury otrzymali królewski list rozkazujący wykucie oskardów, które miały posłużyć do wykonania podkopu. Wybudowano także pięć machin oblężniczych i z ich pomocą, na początku listopada, lojaliści wtargnęli do gródka; taką samą taktykę obrali wobec górnego zamku. Drewniane podpory wewnątrz podkopu były podpalane świńskim sadłem – 25 listopada Jan wysłał justycjariuszom nakaz brzmiący: „Prześlijcie nam jak najprędzej, dniem i nocą, czterdzieści najgrubszych świń z rodzaju najgorzej nadającego się do spożycia, abyśmy mogli rozniecić ogień pod zamkiem” – co doprowadziło do zawalenie całego naroża twierdzy. Rebelianci wycofali się za mury wewnętrzne, lecz nadal stawiali opór. Niektórym zezwolono na opuszczenie zamku, lecz na rozkaz Jana odcięto im stopy i dłonie.
30 listopada zbliżająca się zima doprowadziła ostatecznie do wywołanego brakiem pożywienia upadku zamku. Król chciał początkowo powiesić całą zbuntowaną załogę, jednakże jeden z kapitanów, Savari de Mauléon, odżegnał go od tego, napominając, iż w ten sposób stworzyłby precedens; na jego podstawie to król mógłby zostać powieszony w razie przegranej. W efekcie powieszono tylko jednego człowieka, młodego łucznika, który wcześniej należał do oddziałów Jana. Pozostali baronowie zostali uwięzieni w królewskich zamkach (m.in. Corfe). Kronika z Barnwell odnotowuje: „Nikt żyjący nie pamięta oblężenia tak zajadłego i tak mężnie bronionego. [...] Niewielu mogło pokładać wiarę w zamki”.

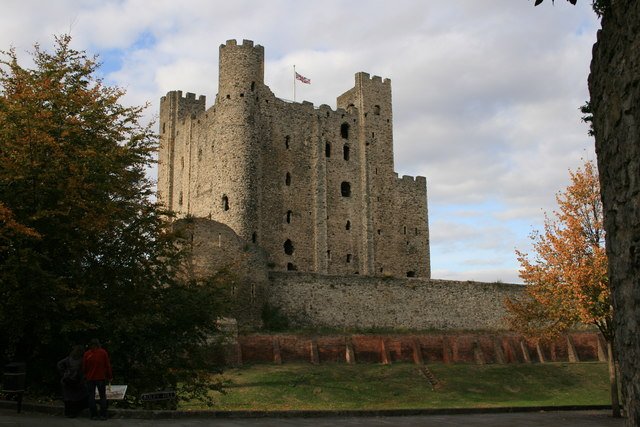
Okrągła wieża centralna oraz dwie kwadratowe zamku w Rochesterze

Jan zmarł w następnym roku, zatem zadanie odbudowy fortyfikacji spadło na nieletniego Henryka III, który wydał na ten cel 1000 funtów, budując nowe stajnie, poszerzając fosę i wzmacniając fortalicje. W pobliżu komnat królewskich powstała także nowa kaplica. Prócz tego na miejsce zawalonej wieży powstała nowoczesna, jak na owe czasy, trójkondygnacyjna konstrukcja, zabezpieczona przed atakami łuczników oraz podkopami.

### Śmierć Jana
18 października 1216, w zamku Newark na dyzenterię zmarł Jan, a wraz z nim zniknął główny powód wojny. Teraz to Ludwik stanowił większe zagrożenie dla interesów baronów, niż dziewięcioletni syn zmarłego, Henryk. Wedle primogenituralnego prawa dziedziczenia, inną kandydatką do tronu Anglii była Eleonora bretońska, córka Godfryda II, księcia Bretanii i brata Jana, od 1202 roku więziona przez tego ostatniego. Baronowie nie uznali jej roszczeń do korony, co przedłużyło uwięzienie. Biskup Winchesteru Piotr des Roches na czele magnatów podjął starania by czym prędzej koronować Henryka, jednak Londyn nadal znajdował się w rękach Ludwika. W związku z tym 28 października 1216 roku chłopca przywieziono z Devizes do katedry w Gloucester, gdzie został koronowany złotą obęczą z przekutego naszyjnika, w obecności legata papieskiego Guali Bicchieriego.
12 listopada wydana została zredagowana Karta Swobód (pominięto sporny artykuł 61) nosząca imię Henryka. Karta została podpisana przez regenta Wilhelma Marshala.
Duża część królestwa pozostawała wierna Ludwikowi, lecz południowo-zachodnia Anglia oraz region Midlands poparły Henryka. Marshal, cieszący się estymą innych arystokratów, nalegał, aby nie karać młodego króla za grzechy ojca. Ostatecznie wygrał sentyment, interesy własne oraz niechęć do pozbawienia syna jego ojcowizny. Marshal obiecał także, iż rządy rady regencyjnej będą prowadzone w zgodzie z Kartą; prócz tego zyskał poparcie papieża, który ekskomunikował Ludwika.

### Przegrana Ludwika
Marshal zdołał pozyskać sobie większość baronów i zmusić ich do zaatakowania Ludwika – walki trwały około roku. 6 grudnia 1216 roku Ludwik zajął Hertford, zezwalając broniącym go rycerzom na opuszczenie go zbrojnie i konno. Następnie, pod koniec grudnia, zdobył Berkhamsted ponownie zezwalając garnizonowi na opuszczenie stanowisk. Na początku 1217 roku zdecydował się wrócić do Francji po posiłki, jednak jego siły napotkały opór lojalistów w Kencie i Sussex – pod Lewes utracił część ludzi w zasadzce, a reszta skierowała się do Winchelsea, gdzie została ocalona przed głodem przez francuską flotę.
Ponieważ Dover nadal trwało w królewskich rękach, jego załoga nieustannie zakłócała komunikację z Francją, w związku z czym Ludwik podjął próbę drugiego oblężenia. Francuski obóz, oczekujący na nowych żołnierzy, został jednak napadnięty i spalony przez Wilhelma z Cassingham; prawie równocześnie z kontynentu przybyły posiłki, jednak powyższe wydarzenie zmusiło je do wylądowania w Sandwich i marszu na Dover. Drugie oblężenie rozpoczęło się 12 maja 1217 roku. Ludwik ściągnął większą część swoich sił, osłabiając pozycje w innych zajętych ziemiach. Skorzystali z tego Marshal i Fulko de Breauté dokonując udanego ataku na znajdujących się w zamku w Lincolnie baronów popierających Francuza. Wydarzenie to nosi nazwę drugiej bitwy pod Lincolnem i miało miejsce 15 lub 20 maja 1217 roku.
Marshal szykował się do oblężenia Londynu, jednak w międzyczasie Ludwik poniósł dwie poważne porażki na morzu – pod Dover i Sandwich, tym razem z rąk Huberta de Burgha, zarządcy Dover. Dowodzony przez Eustachego Mnicha konwój został zniszczony, co uniemożliwiło dalszą walkę.

### Pokój
Po półtora roku walk, większość zbuntowanych baronów przeszła na stronę nowego króla, przez co Ludwik musiał zarzucić plany zawładnięcia Anglią i 11 września 1217 roku podpisać traktat w Kingston. Zaakceptował wykupne w wysokości 10000 marek i zrzekłszy się angielskich ziem powrócił do domu.

## W kulturze popularnej
Film z 2011 roku zatytułowany Żelazny rycerz, opisuje wydarzenia związane z oblężeniem Rochesteru. Robin Hood z 2010 roku luźno opiera się na wydarzeniach związanych z wojną baronów.